# Ejulve
Ejulve è un comune spagnolo di 220 abitanti situato nella comunità autonoma dell'Aragona.